# Petrosavia sakuraii
Petrosavia sakuraii là một loài thực vật có hoa trong họ Petrosaviaceae. Loài này được (Makino) J.J.Sm. ex Steenis miêu tả khoa học đầu tiên năm 1934.